# Bent Schmidt Hansen (atlet)
 Der er flere personer med dette navn, se Bent Schmidt Hansen.
Bent Schmidt Hansen (født 1928) er en tidligere dansk trespringer, som var medlem af Herning GF (-1947) og AGF (1948-).
Schmidt Hansen som var cand.theol. arbejdede som religionslærer på Marselisborg Seminarium.

## Danske mesterskaber
- Bronze 1950 Trespring 13,15
- Bronze 1948 Trespring 13,05
- Bronze 1947 Trespring 13,35

## Personlig rekord
- Trespring: 13.66 Vejle Atletikstadion 3. august 1947